# Série 592 da CP
A Série 592 ou 0592, igualmente conhecidas como Espanholas ou Camelos, é uma família de automotoras espanholas, utilizadas pela empresa Comboios de Portugal nas linhas do Minho, Douro e Oeste

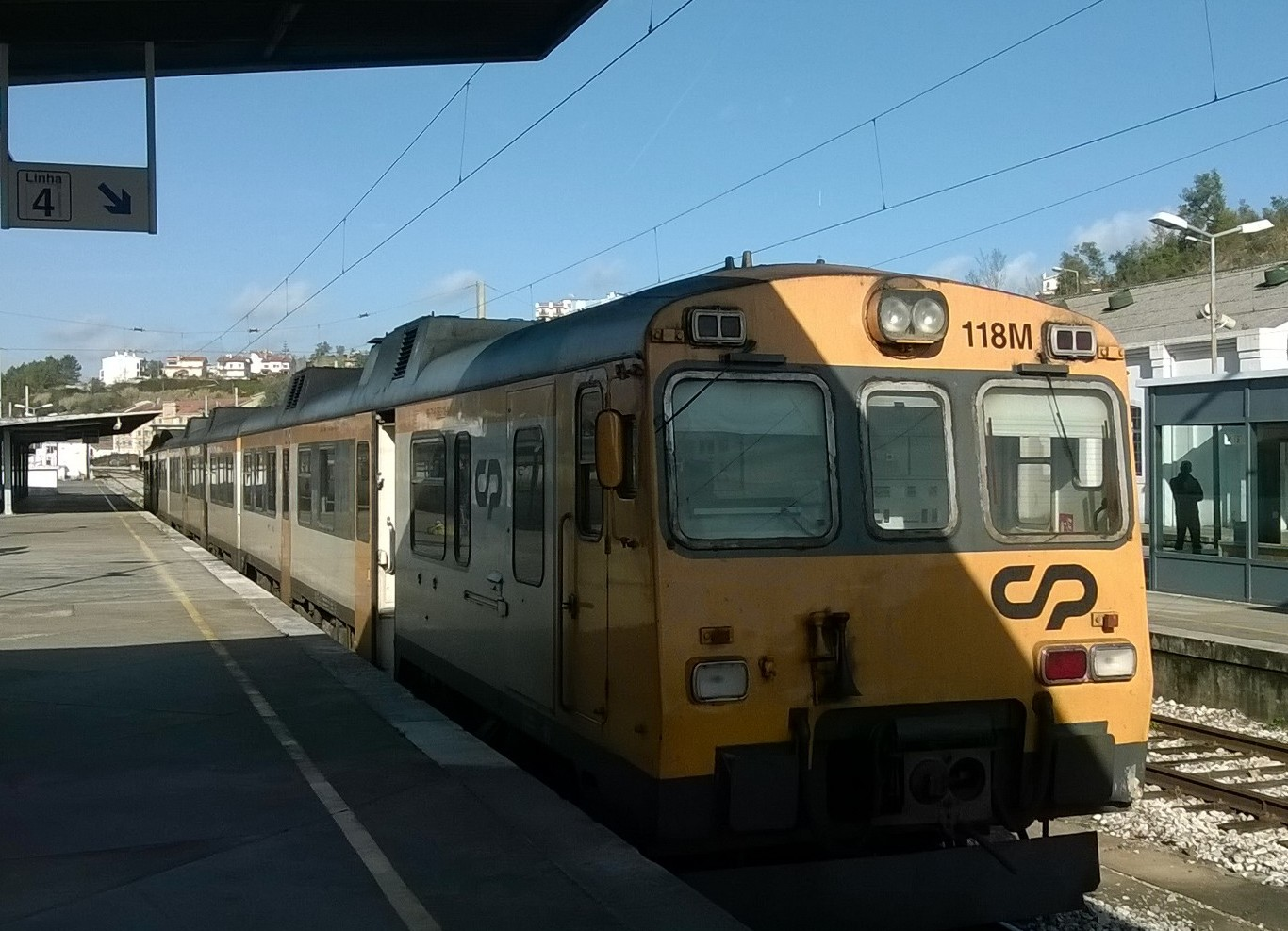
Automotora da Série 592 na Estação de Coimbra-B, em 2015.

## História
As automotoras desta série foram construídas pelas empresas espanholas MACOSA e Ateinsa entre 1981 e 1984, para fazerem parte da frota da Red Nacional de Ferrocarriles Españoles. Foram alugadas pela operadora Comboios de Portugal em 2011 para substituir as automotoras da Série 0600/0650, que estavam em fim de vida, nas linhas do Minho e Douro.
O contrato original terminava em 2017, abrangendo dezassete automotoras e a sua manutenção, todas da série 592 da RENFE. Em 2014, o contrato foi renovado, tendo sido substituídas onze automotoras e incluídas mais três, ficando assim a frota composta por seis da série 592, e catorze da subsérie 592.200, que é considerada mais eficaz e confortável. Previa-se que a entrega das novas automotoras decorresse de forma faseada até 2016, tendo a operadora Comboios de Portugal declarado que poderiam ser utilizadas noutras linhas além do Minho e Douro, de acordo com as suas necessidades. As automotoras também iriam ser adaptadas, de forma a ter um equipamento de segurança Convel, e estarem homologadas para circular em ambos os países.
Em Outubro de 2014, o Partido Comunista Português questionou o governo sobre várias queixas feitas pelos passageiros acerca das condições de circulação a bordo das automotoras da Série 592. O partido criticou as automotoras como sendo «material circulante obsoleto», sem ter condições de conforto adequadas para o transporte de passageiros, sendo a principal queixa a qualidade do ar a bordo. A operadora Comboios de Portugal admitiu que não fazia testes do ar a bordo, mas confirmou que os planos de manutenção do material estavam a ser cumpridos pela sua congénere espanhola.
Em 9 de Setembro de 2016, uma das automotoras desta série descarrilou junto à localidade de Porriño, em Espanha, acidente que resultou em 4 mortos e 46 feridos. Logo após o acidente, a presidente da câmara de O Porriño, Eva Garcia de la Torre, criticou a automotora envolvida no acidente devido à sua idade, comentário que foi contrariado pelo então presidente da CP, Manuel Queiró, que afirmou que o material não era muito antigo e que tinha condições de segurança.
Em Fevereiro de 2017, a operadora Comboios de Portugal já tinha decidido retirar os automotoras da Série 592 da Linha do Oeste para reforçar o serviço na Linha do Douro durante o verão, medida que foi criticada pela Comissão Concelhia da CDU de Alcobaça, que sustentava que o regresso das automotoras da Série 0450 iria reduzir a qualidade e o conforto do serviço oferecido naquela linha. Em Outubro do mesmo ano, a CP voltou a afetar cerca de 3 automotoras da Série 592 à Linha do Oeste, o que no entanto não resolveu a situação de falta de material circulante nesta linha.
Em 31 de janeiro de 2019, uma automotora que estava a efetuar um serviço InterRegional entre Porto-Campanhã e Valença perdeu o motor em andamento, tendo ficado imobilizada perto de Afife. A CP disponibilizou táxis para o transbordo dos passageiros, e a composição foi rebocada por um comboio socorro na madrugada do dia seguinte. O acidente provocou danos na via, e houve risco de descarrilamento. Segundo a CP, a queda do motor deveu-se "à fractura do veio de transmissão entre um motor diesel e a caixa de transmissão que terá originado a quebra de um dos apoios do motor diesel".

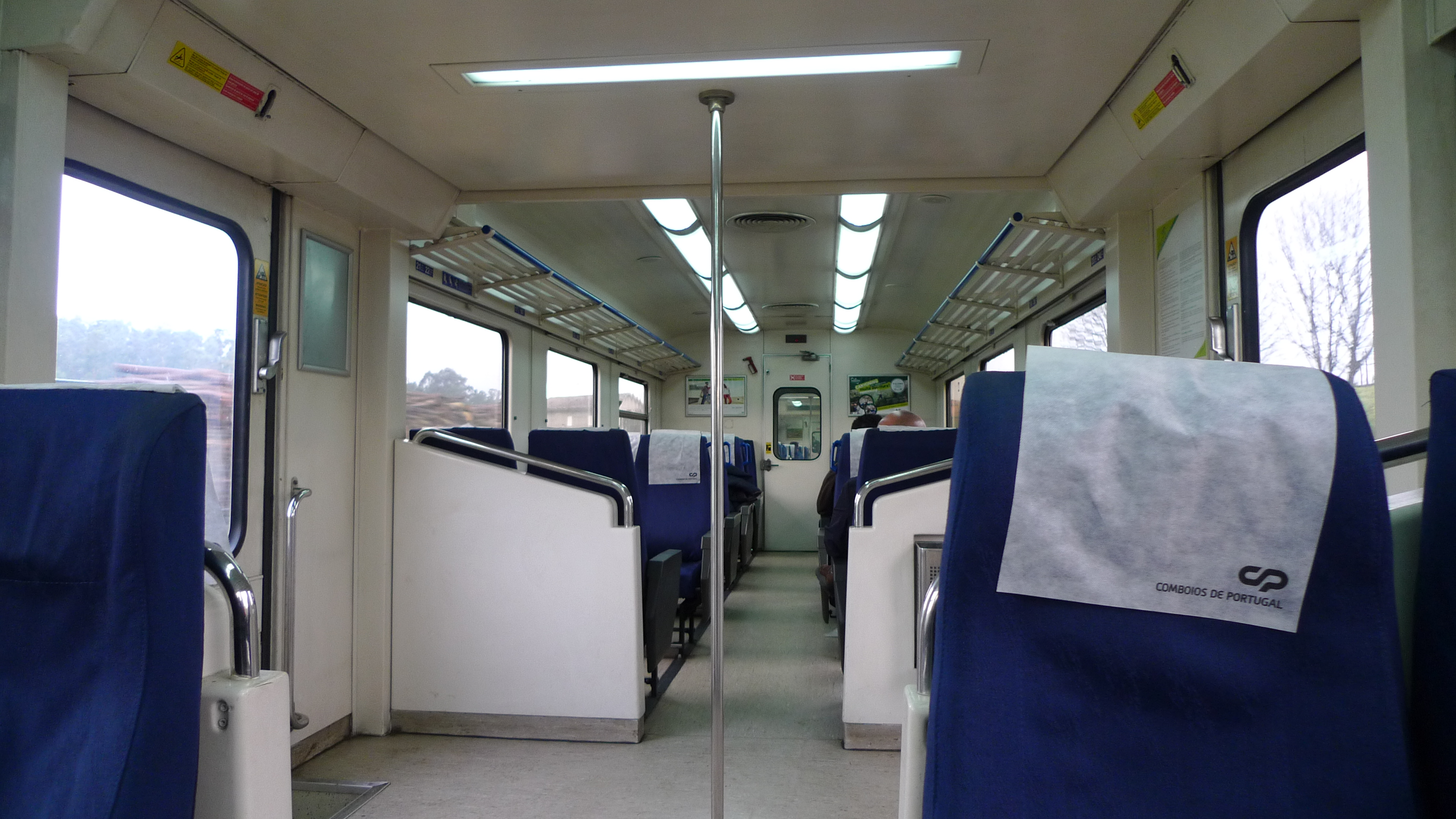
Interior de uma das automotoras.

## Descrição técnica
Esta série é composta por vinte automotoras na configuração de unidade tripla a diesel, utilizando transmissão hidráulica. Apresentam uma potência de 460 kW. Só tem lugares em segunda classe, com lotação para 196 pessoas. Os veículos originais da série 592 dispõem de assentos reversíveis ergonómicos, ar condicionado e 200 lugares para passageiros, também em classe única.

## Ficha técnica
- Automotora da subsérie 592.2 na Estação da RéguaCaracterísticas de exploração

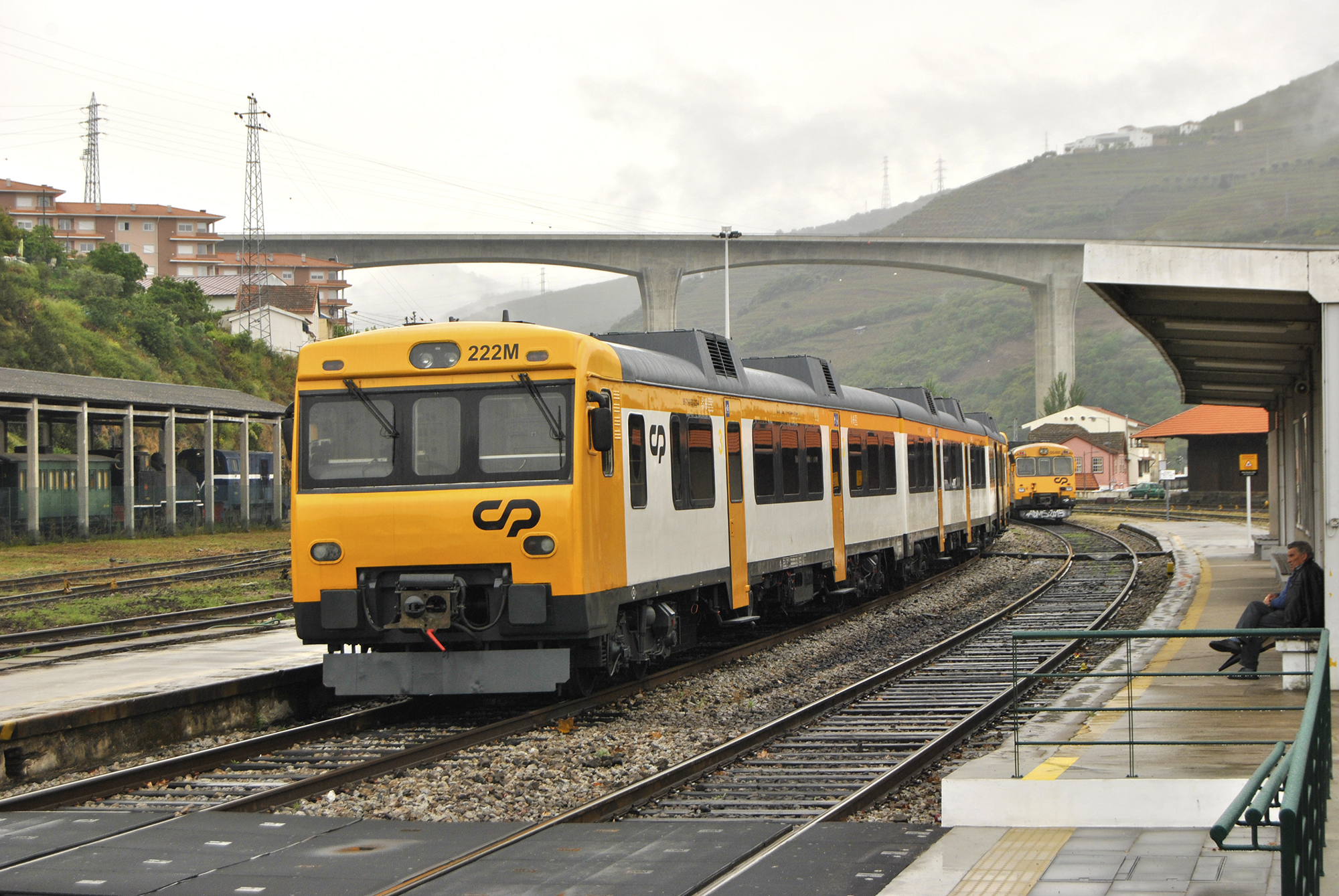
Automotora da subsérie 592.2 na Estação da Régua

  - Ano de entrada ao serviço: 1981 (Espanha) / 2011 (Portugal)[1]
  - Número de automotoras: 20[4][9]
- Dados gerais
  - Bitola de via: Bitola ibérica[1]
  - Tipo de composição: Unidade Tripla a Diesel[1]
  - Tipo de tracção: Gasóleo (diesel)[1]
  - Transmissão: Hidráulica[1]
  - Potências: 460 kW[1]
- Lotação
  - Segunda classe: 196[1]
- Características de funcionamento
  - Velocidade máxima: 120 km/h[1]

### Lista de material
| :  | qt. | estado                   |
| -- | --- | ------------------------ |
| ✔︎  | 10  | ao serviço               |
| ⏭︎  | 8   | vendidas, no estrangeiro |
| ⛛︎  | 1   | abatida                  |
| ✖︎  | 1   | demolida                 |
| 20 | 20  | (total)                  |

| №       | : | a           | observações                                     |
| ------- | - | ----------- | ----------------------------------------------- |
| 592-002 | ✔︎ | 2011        |                                                 |
| 592-003 | ✔︎ | 2011        |                                                 |
| 592-004 | ⛛︎ | [ quando? ] | Abatida ao serviço; devolvida a Espanha.        |
| 592-019 | ⏭︎ | [ quando? ] | Devolvida a Espanha.                            |
| 592-026 | ⏭︎ | [ quando? ] | Devolvida a Espanha.                            |
| 592-030 | ✔︎ | 2011        |                                                 |
| 592-032 | ✔︎ | 2011        |                                                 |
| 592-034 | ✔︎ | 2011        |                                                 |
| 592-036 | ✔︎ | 2011        |                                                 |
| 592-038 | ✔︎ | 2011        |                                                 |
| 592-039 | ⏭︎ | [ quando? ] | Devolvida a Espanha.                            |
| 592-042 | ⏭︎ | [ quando? ] | Devolvida a Espanha.                            |
| 592-047 | ✔︎ | 2011        |                                                 |
| 592-056 | ✖︎ | 2016        | Devolvida a Espanha após acidente em O Porriño. |
| 592-059 | ⏭︎ | 2025        | Devolvida a Espanha.                            |
| 592-060 | ✔︎ | [ quando? ] | Em serviço, com motora-piloto da 029.           |
| 592-061 | ⏭︎ | [ quando? ] | Devolvida a Espanha.                            |
| 592-203 | ⏭︎ | 2025        | Devolvida a Espanha.                            |
| 592-204 | ✔︎ | 2011        |                                                 |
| 592-206 | ✔︎ | 2011        |                                                 |
| 592-207 | ✔︎ | 2011        |                                                 |
| 592-209 | ✔︎ | 2011        |                                                 |
| 592-210 | ✔︎ | 2011        |                                                 |
| 592-211 | ✔︎ | 2011        |                                                 |
| 592-214 | ✔︎ | 2011        |                                                 |
| 592-215 | ⏭︎ | 2025        | Devolvida a Espanha.                            |
| 592-221 | ✔︎ | 2011        |                                                 |
| 592-222 | ✔︎ | 2011        |                                                 |
| 592-223 | ✔︎ | 2011        |                                                 |
| 592-225 | ✔︎ | 2011        |                                                 |
| 592-227 | ✔︎ | 2011        |                                                 |